# SummerSlam (2022)
SummerSlam (2022) – gala wrestlingu wyprodukowana przez federację WWE dla zawodników z brandów Raw i SmackDown. Odbyła się 30 lipca 2022 w Nissan Stadium w Nashville w stanie Tennessee. Emisja była przeprowadzana na żywo za pośrednictwem serwisu strumieniowego Peacock w Stanach Zjednoczonych i WWE Network na całym świecie oraz w systemie pay-per-view. Była to trzydziesta piąta gala w chronologii cyklu SummerSlam.
Na gali odbyło się osiem walk. W walce wieczoru, Roman Reigns pokonał Brocka Lesnara w Last Man Standing matchu broniąc Undisputed WWE Universal Championship. W innych ważnych walkach, Pat McAfee pokonał Happy’ego Corbina, Logan Paul pokonał The Miza, The Usos (Jey Uso i Jimmy Uso) pokonali The Street Profits (Angelo Dawkinsa i Monteza Forda) broniąc Undisputed WWE Tag Team Championship oraz Bianca Belair pokonała Becky Lynch broniąc Raw Women’s Championship. Na gali zobaczyliśmy również powroty Bayley, Dakoty Kai (która w kwietniu została zwolniona ze swojego kontraktu WWE), Iyo Sky (wcześniej znana jako Io Shirai) oraz Edge’a.
Była to pierwsza gala WWE PPV po odejściu właściciela WWE Vince’a McMahona, który pełnił funkcję prezesa rady dyrektorów WWE i dyrektora generalnego (CEO) WWE od 1982 roku. McMahon ogłosił swoją emeryturę 22 lipca, zaledwie tydzień przed SummerSlam. Jego córka Stephanie McMahon i prezes WWE Nick Khan przejęli stanowisko co-CEO, podczas gdy Stephanie przejęła również funkcję prezesa rady dyrektorów, zaś Triple H przejął stanowisko szefa działu kreatywnego, wznawiając jednocześnie stanowisko wiceprezesa wykonawczego ds. relacji z talentami.

## Produkcja i rywalizacje
SummerSlam oferowało walki profesjonalnego wrestlingu z udziałem wrestlerów należących do brandów Raw i SmackDown. Wyreżyserowane rywalizacje (storyline’y) były kreowane podczas cotygodniowych gal Raw i SmackDown. Wrestlerzy są przedstawieni jako heele (negatywni, źli zawodnicy i najczęściej wrogowie publiki) i face’owie (pozytywni, dobrzy i najczęściej ulubieńcy publiki), którzy rywalizują pomiędzy sobą w seriach walk mających budować napięcie. Kulminacją rywalizacji jest walka wrestlerska lub ich seria.
Tydzień przed SummerSlam, 22 lipca 2022, właściciel WWE Vince McMahon ogłosił odejście z firmy i przejście na emeryturę. Pełnił funkcję prezesa rady dyrektorów WWE i dyrektora generalnego (CEO) WWE od 1982 roku. SummerSlam 2022 był z kolei pierwszym WWE PPV po przejściu na emeryturę. Jego córka Stephanie McMahon i prezes WWE Nick Khan przejęli stanowisko co-CEO, podczas gdy Stephanie przejęła również funkcję prezesa rady dyrektorów, zaś Triple H przejął stanowisko szefa działu kreatywnego, wznawiając jednocześnie stanowisko wiceprezesa wykonawczego ds. relacji z talentami.

### Roman Reigns vs. Brock Lesnar
Na WrestleManii 38 w kwietniu, Universal Champion ze SmackDown Roman Reigns pokonał WWE Championa z Raw Brocka Lesnara w Winner Takes All matchu i zostając rozpoznawany jako Undisputed WWE Universal Champion. Po tym jak Reigns obronił Undisputed WWE Universal Championship 17 czerwca na odcinku SmackDown, Lesnar niespodziewanie powrócił po dwumiesięcznej przerwie i zaoferował Reignsowi uścisk dłoni. Zanim Reigns mógł uścisnąć mu rękę, Lesnar zaatakował Reignsa, a następnie zaatakował The Usos (Jey Uso i Jimmy Uso), którzy przybyli z pomocą Reignsowi. Następnie ogłoszono, że Reigns będzie bronić Undisputed WWE Universal Championship przeciwko Lesnarowi w Last Man Standing matchu na SummerSlam, którą WWE opisało jako ostatnią walkę pomiędzy tą dwójką.

### Pat McAfee vs. Happy Corbin
17 czerwca na odcinku SmackDown, po przegranej z Madcap Mossem, Happy Corbin skonfrontował się z Patem McAfeem – byłym kolegą z drużyny, kiedy obaj grali w National Football League, który konsekwentnie krytykował Corbina na antenie za jego podstępną taktykę. W następnym tygodniu McAfee wyzwał Corbina na walkę na SummerSlam. Po tym, jak Money in the Bank zakończyło się, Happy Corbin zaatakował Pata McAfeego, a następnie przyjął jego wyzwanie na SummerSlam.

### Bobby Lashley vs. Theory
Na Money in the Bank, Bobby Lashley pokonał Theory’ego aby zdobyć United States Championship. Następnej nocy na odcinku Raw, Theory ogłosił, że dostał rewanż z Lashleyem o tytuł na SummerSlam.

### The Usos vs. The Street Profits
Na Money in the Bank, The Usos (Jey Uso i Jimmy Uso) pokonali The Street Profits (Angelo Dawkinsa i Monteza Forda) i obronili Undisputed WWE Tag Team Championship. Po walce, ponownie odtworzony materiał z przypięcia pokazał, że ramię Forda było nad matą, więc nie należało przypięcia liczyć. Rewanż o mistrzostwo został następnie zaplanowany na SummerSlam. 16 lipca na odcinku SmackDown, WWE official Adam Pearce ujawnił sędziego specjalnego ich walki, którym okazał się być WWE Hall of Famer i pochodzący z Nashville Jeff Jarrett.

### Liv Morgan vs. Ronda Rousey
Na Money in the Bank, Liv Morgan wygrała żeński Money in the Bank ladder match zdobywając kontrakt na wybraną przez siebie walkę o kobiece mistrzostwo. Po tym jak Ronda Rousey obroniła SmackDown Women’s Championship później tej samej nocy. Morgan wykorzystała swój kontrakt i pokonała Rousey zdobywając tytuł. Na najbliższym odcinku SmackDown, ogłoszono, że Morgan będzie broniła tytułu w rewanżu z Rousey na SummerSlam.

## Gala
| Rola:                           | Osoba:                         |
| ------------------------------- | ------------------------------ |
| Komentatorzy angielskojęzyczni  | Michael Cole (SmackDown)       |
| Komentatorzy angielskojęzyczni  | Jimmy Smith (Raw)              |
| Komentatorzy angielskojęzyczni  | Corey Graves (wszystkie walki) |
| Komentatorzy angielskojęzyczni  | Byron Saxton (Raw)             |
| Komentatorzy hiszpańskojęzyczni | Marcelo Rodriguez              |
| Komentatorzy hiszpańskojęzyczni | Jerry Soto                     |
| Spikerzy                        | Mike Rome (Raw/Walka wieczoru) |
| Spikerzy                        | Samantha Irvin (SmackDown)     |
| Sędziowie                       | Danilo Anfibio                 |
| Sędziowie                       | Dan Engler                     |
| Sędziowie                       | Jeff Jarrett                   |
| Sędziowie                       | Daphne Lashaunn                |
| Sędziowie                       | Eddie Orengo                   |
| Sędziowie                       | Chad Patton                    |
| Sędziowie                       | Charles Robinson               |
| Sędziowie                       | Rod Zapata                     |
| Ankieterzy                      | Sarah Schreiber                |
| Ankieterzy                      | Jackie Redmond                 |
| Panel Pre-show                  | Kayla Braxton                  |
| Panel Pre-show                  | Kevin Patrick                  |
| Panel Pre-show                  | Peter Rosenberg                |
| Panel Pre-show                  | Booker T                       |
| Panel Pre-show                  | Jerry Lawler                   |

### Główne show
Pay-per-view rozpoczęło się, gdy Bianca Belair broniła mistrzostwo kobiet Raw przeciwko Becky Lynch. Na początku walki Belair przypadkowo autentycznie zwichnęła ramię Lynch. Poza ringiem Lynch skontrowała Kiss of Death Belair i zaatakowała Belair w pobliżu strefy timekeeperów. Lynch wykonała Diamond Dust na Belair przed nearfallem. Później Belair wykonała Kiss Of Death na Lynch poza ringiem. Belair zamierzała odnieść zwycięstwo poprzez wyliczenie, jednak Lynch wróciła do ringu po tym jak sędzia odliczył do dziewięciu. Lynch wciągnęła Belair, która była na narożniku, na narożnik najwyższej liny i wykonała Manhandle Slam dla nearfallu. W końcowym momencie, gdy Lynch próbowała wykonać drugi Manhandle Slam ze środkowej liny, Belair skontrowała w Spanish Fly i Kiss Of Death na Lynch, aby zachować tytuł. Po walce, Belair i Lynch uścisnęły sobie dłonie i przytuliły się ze sobą. Następnie Bayley powróciła po raz pierwszy od lipca 2021 roku i skonfrontowała się z Belair, jednak Dakota Kai i Iyo Sky (wcześniej znana jako Io Shirai z NXT) zadebiutowały w głównym rosterze. Sky i Kai przeszły heel turn, stając po stronie Bayley, która próbowała drwić z Belair. Lynch następnie stanęła po stronie Belair, tym samym od maja 2020 roku Lynch stała się babyfacem. Bayley, Sky i Kai następnie wycofały się, podczas gdy Lynch i Belair nadal okazywały sobie wzajemny szacunek.
Następnie, Logan Paul zmierzył się z The Mizem (w towarzystwie Maryse i Ciampy). Podczas walki, Paul zastosował dźwignię Figure Four leglock na Mizie, jednak Miz dotarł do lin, aby przerwać poddanie. Paul wykonał Crossbody i Standing moonsault na Mizie dla nearfallu. Ciampa próbował zaatakować Paula tylko po to, by sędzia go złapał. Chociaż sędzia wysłał Ciampę za kulisy, Ciampa odmówił wykonania polecenia i otrzymał stalowe krzesło do siedzenia. AJ Styles wtedy wyszedł i zaatakował go od tyłu. Paul wykonał Phenomenal Forearm na Mizie dla nearfallu. Paul następnie wykonał Frog Splash na Mizie, który leżał na stole komentatorskim. W końcówce, gdy Paul próbował przypiąć Miza, Maryse odwróciła uwagę sędziego. Gdy Miz próbował zaatakować Paula naszyjnikiem, prawie uderzył Maryse, która stała poza ringiem, jednak Paul wykorzystał to i wykonał Skull Crushing Finale na Mizie w ringu, aby wygrać walkę.
Następnie, Bobby Lashley bronił mistrzostwo Stanów Zjednoczonych przeciwko Theory’emu. Podczas wejścia Lashleya, Theory zaatakował Lashleya walizką Money in the Bank. W połowie walki, Theory próbował odejść z walki, jednak Lashley go przechwycił. Lashley wykonał Running Powerslam na Theorym. Gdy Lashley próbował wykonać Speara na Theorym, Theory przeskoczył nad Lashleyem. W końcówce, Lashley założył dźwignię Hurt Lock na Theorym, który się poddał, tym samym Lashley zachował tytuł.
W następnej walce, The Mysterios (Rey Mysterio i Dominik Mysterio) zmierzyli się z The Judgement Day (Finn Bálor i Damian Priest) (w towarzystwie Rhei Ripley) w No Disqualification Tag Team matchu. W końcowych momentach walki, były lider Judgement Day Edge powrócił i wykonał Spear na Priestcie i Bàlorze. Mysterios następnie wykonali podwójne 619 na Bàlorze. Rey następnie wykonał Frog Splash na Bálorze, aby wygrać walkę.
Następnie, Happy Corbin walczył z Patem McAfeem. W końcowych momentach, gdy Corbin próbował wykonać End of Days na McAfeem, McAfee wykonał Right hand na Corbinie, który nieumyślnie obezwładnił sędziego. McAfee wykonał low blow i Powerbomb na Corbinie, aby wygrać walkę.
Następnie, Drew McIntyre wyszedł, aby wygłosić promo, w którym opowiedział o swojej nadchodzącej walce o niekwestionowane mistrzostwo WWE Universal na WWE Clash at the Castle. McIntyre stwierdził, że nie ma znaczenia, kto wygra walkę wieczoru na SummerSlam i że pokona każdego na Clash at the Castle, aby zostać mistrzem.
Następnie, The Usos (Jey Uso i Jimmy Uso) bronili niekwestionowane mistrzostwo WWE Tag Team przeciwko The Street Profits (Angelo Dawkins i Montez Ford), a WWE Hall of Famer Jeff Jarrett był sędzią specjalnym. W końcówce, The Usos wykonali 1D na Dawkinsie, aby zachować tytuł.
Następnie wyszedł Riddle i zawołał Setha "Freakin" Rollinsa. Rollins wyszedł, jednak WWE officials wyszli, aby ostrzec Rollinsa. Rollins i Riddle ostatecznie mieli brawl, co zakończyło się wykonaniem Stompa na Riddle’u przez Rollinsa.
W przedostatniej walce, Liv Morgan broniła mistrzostwo kobiet SmackDown przeciwko Rondzie Rousey. Na początku walki, Morgan wykonała Codebreaker na Rousey. Gdy Morgan próbował wykonać Ob-Livion na Rousey, Rousey skontrowała i założyła dźwignię Armbar na Morgan. Rousey ponownie założyła dźwignię Armbar na Morgan, jednak Morgan dotkneła lin. W końcowych momentach, Rousey kolejny raz założyła dźwignię Armbar na Morgan, która poddała się. Jednak sędzia nie widział poddania, ponieważ patrzył na ramiona Rousey, które znajdowały się na macie. Dzięki temu sędzia liczył przypięcie, dzięki czemu Morgan zachowała tytuł. Po walce, zirytowana Rousey zaatakowała Morgan i sędziego, przechodząc heel turn po raz pierwszy od 2019 roku.

### Walka wieczoru
W walce wieczoru Roman Reigns (w towarzystwie Paula Heymana) bronił niekwestionowane mistrzostwo WWE Universal przeciwko Brockowi Lesnarowi w Last Man Standing matchu. Lesnar jechał traktorem w kierunku ringu na jego wejście. Lesnar zeskoczył z traktora na Reignsa i wykonał German Suplexy na Reignsie poza ringiem. Gdy Heyman odwrócił uwagę Lesnara, Reigns wykorzystał to i wykonał Samoa Drop na Lesnarze przez stół ustawiony przy ringu, który wstał po doliczeniu przez sędziego do siedmiu. Reigns położył Lesnara przez inny stół, który znowu wstał po doliczeniu przez sędziego do siedmiu. Reigns wykonał dwa Superman Punche i Spear na Lesnarze, który znowu wstał po doliczeniu przez sędziego do siedmiu. Lesnar próbował wykonać F-5 na Reignsie, jednak Reigns skontrował i wyrzucił Lesnara z ringu. Lesnar zaatakował Reignsa stalowymi schodami i złamanym kawałkiem stołu, który wstał po doliczeniu przez sędziego do dziewięciu. Lesnar wrzucił Reignsa do ładowacza ciągnika i zrzucił Reignsa z powrotem na ring, po czym Lesnar wykonał German Suplexy na Reignsie, który wstał po doliczeniu do ośmiu. Lesnar następnie wykonał F-5 na Reignsie, który wstał po doliczeniu do dziewięciu. Gdy Lesnar spróbował wykonać kolejny F5 na Reignsie, Reigns skontrował w Gilotynę, jednak Lesnar skontrował w swoją własną Gilotynę na Reignsie, który wstał po doliczeniu do dziewięciu. Lesnar następnie wjechał traktorem w ring, podnosząc ring, przewracając Reignsa, który wstał po doliczeniu do dziewięciu. The Usos (Jimmy i Jey Uso) następnie wyszli, aby pomóc Reignsowi i zaatakowali Lesnara, jednak Lesnar obezwładnił Usosów. Heyman następnie szydził z Lesnara tytułami, który odpowiedział, wykonując F-5 na Heymanie na stół komentatorski. Theory wyszedł ze swoją walizką Money in the Bank i próbował ją wykorzystać, jednak Lesnar przechwycił Theory’ego za pomocą F-5. Usos następnie wykonali Superkicki na Lesnarze, który wstał po doliczeniu do dziewięciu. Reigns wykonał Speara na Lesnarze, który wstał po doliczeniu do dziewięciu. Zirytowany Reigns zaatakował Lesnara walizką Money in the Bank Theory’ego, który wciąż wstawał po doliczeniu do dziewięciu. Reigns następnie uderzył Lesnara tytułem, który znowu wstał po doliczeniu do dziewięciu. W końcowych momentach, Reigns zaatakował Lesnara tytułem, a Usosi asystowali Reignsowi, umieszczając kawałki rozwalonego stołu komentatorskiego i stalowe schody na Lesnarze, który nie był w stanie wstać, dzięki czemu Reigns zachował tytuł.

## Wyniki walk
| Nr                                 | Wyniki | Stypulacje | Czas  |
| ---------------------------------- | --- | --- | ----- |
| 1                                  | Bianca Belair (c) pokonała Becky Lynch poprzez pinfall                                                                                     | Singles match o WWE Raw Women’s Championship | 15:10 |
| 2                                  | Logan Paul pokonał The Miza (z Ciampą i Maryse) poprzez pinfall                                                                            | Singles match | 14:15 |
| 3                                  | Bobby Lashley (c) pokonał Theory’ego poprzez submission                                                                                    | Singles match o WWE United States Championship | 4:45  |
| 4                                  | The Mysterios (Dominik Mysterio i Rey Mysterio) pokonali The Judgment Day (Damiana Priesta i Finna Bálora) (z Rheą Ripley) poprzez pinfall | No Disqualification Tag Team match | 11:05 |
| 5                                  | Pat McAfee pokonał Happy’ego Corbina poprzez pinfall                                                                                       | Singles match | 10:40 |
| 6                                  | The Usos (Jey Uso i Jimmy Uso) (c) pokonali The Street Profits (Angelo Dawkinsa i Monteza Forda) poprzez pinfall                           | Tag Team match o Undisputed WWE Tag Team Championship z sędzią specjalnym Jeffem Jarrettem                                                               | 13:25 |
| 7                                  | Liv Morgan (c) pokonała Rondę Rousey poprzez pinfall                                                                                       | Singles match o WWE SmackDown Women’s Championship | 4:35  |
| 8                                  | Roman Reigns (c) (z Paulem Heymanem) pokonał Brocka Lesnara                                                                                | Last Man Standing match o Undisputed WWE Universal Championship Jeśli Lesnar przegra, nie będzie mógł walczyć o tytuły podczas gdy Reigns jest mistrzem. | 23:00 |
| (c) – mistrz/mistrzyni przed walką | | |       |

## Wydarzenia po gali

### Raw
Na następnym odcinku Raw, Becky Lynch powino tego że doznała kontuzji prawej ręki, otworzyła odcinek, wygłaszając promo w którym powiedziała, że przypomianiała sobie kim tak naprwdę jest i podziękowała za to mistrzyni kobiet Raw Biancę Belair, która następnie wyszła i przytuliły się nawzajem, po czym Lynch poszła za kulisy. W trakcie gdy Belair wygłaszała swoje promo, Lynch za kulisami została zaatakowała przez Bayley, Dakotę Kai i Iyo Sky atakując jej kontuzjowaną prawą ręke, po czym Belair pobiegła za kulisy aby sprawdzić, czy z Lynch wszystko okej. Także na tym samym odcinku, Bayley, Kai i Sky zainterweniowały w walce pomiędzy Alexą Bliss a Asuką. Belair dołączyła do brawlu, po stronie Bliss i Asuki, po czym Belair wyzwała na walkę jedną z trójki Bayley, Kai i Sky na walkę. Ostatecznie Belair zmierzyła się z Sky i po 17 minutach walka zakończyła się bez rezultatu z powodu kolejnego brawlu pomiędzy tą szóstką. W następnym tygodniu, Bayley razem z Kai i Sky wezwały Belair, Bliss i Asukę na Six-woman Tag Team match na gali Clash at the Castle, a wyzwanie zostało zaakceptowane przez ówczesną mistrzynie kobiet Raw.
Również na następnym odcinku Raw, odbyły się dwa Triple Threat matche z których zwycięzcy zmierzyli się ze sobą o miano pretendenta do mistrzostwa Stanów Zjednoczonych w posiadaniu którego jest Bobby Lashley. W pierwszym Triple Threat matchu, AJ Styles pokonał Mustafę Alego i The Miza, a w drugim Triple Threat matchu, Ciampa pokonał Chada Gable’a i Dolpha Zigglera, a następnie Ciampa pokonał Styles stając się pretendentem do mistrzostwa Stanów Zjednoczonych. Walka odbyła się tydzień później, w której Lashley obronił tytuł. 15 sierpnia, Lashley znowu bronił mistrzostwa Stanów Zjednoczonych, tym razem jego rywalem był przegrany walki o miano pretendenta czyli Styles, którego Lashley również pokonał.
Po pokonaniu The Street Profits (Angelo Dawkins i Montez Ford) na SummerSlam, The Usos (Jey Uso i Jimmy Uso) bronili niekwestionowanego mistrzostwa WWE Tag Team przeciwko The Mysterios (Rey Mysterio i Dominik Mysterio). Po ponad 15 minutach, The Usos zachowali tytuł.

### SmackDown
Na następnym odcinku SmackDown, Roman Reigns wraz z The Usos bez, ale bez Paula Heymana. Wygłosił promo, który rozpoczął od tego aby Greenville go uznało. Następnie odniósł się do jego rywala z SummerSlam czyli Brocka Lesnara i powiedział o nim że go szanuje, ale nadal go nienawidzi. Po czym na arenie pojawił się rywal Reignsa na gali Clash at the Castle czyli Drew McIntyre i powiedział, że nie może się doczekać aż pokona Reignsa na gali. Następnie, tajemnicza kobieta stanęła na stage’u i powracający Karrion Kross zaatakował McIntyre’a i kobieta którą okazała się być Scarlett ustawiła klepsydrę przed The Bloodline.
Również na następnym odcinku SmackDown, Shayna Baszler pokonała Aliyah, Natalyę, Raquel Rodriguez, Shotzi, Sonyę Deville i Xię Li w Gauntlet matchu zdobywając walkę o SmackDown Women’s Championship przeciwko Liv Morgan na gali Clash at the Castle.